# التكون المسبق للكائنات

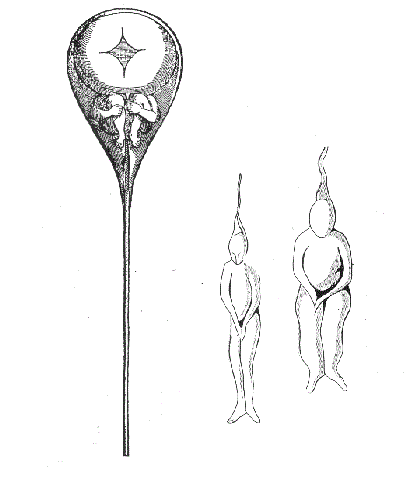
شكل لشخص بحجم صغير هذا الشكل داخل حيوان منوي، رسمه نيكولاس هارتسويكر في عام 1695

جان سواميردام ، Miraculum naturae sive uteri muliebris Fabrica ، 1729

في تاريخ علم الأحياء، كانت نظرية التشكيل (أو التشكيل الأولي) نظرية شائعة سابقًا تفيد بأن الكائنات الحية تتطور من نسخ مصغرة من نفسها. وذلك عوضا عن التجميع من الأجزاء أخرى، واعتقد داعية التكوين المسبق أن شكل الكائنات الحية موجود، في الواقع، قبل تطورها. واقترحوا أن جميع الكائنات الحية قد خلقت في نفس الوقت، وأن الأجيال القادمة نمت وتتطورت من شكل الأقزام، أو الحيوانات الميكروسكوبية، التي كانت موجودة منذ بداية الخلق.
التشكل اللاجيني  (أو التكوين الجديد)،  وهنا يأتي عدم التشكل أو إنكار ما قبل الوجود: والذي يعنى بشكل الكائنات الحية الموجودة. على عكس ما جاء في التشكيل الذي تم وصفه سابقا، هذة الفكرة تقوم على أن «كل جنين أو كائن حي يتم إنتاجه تدريجيًا من كتلة مختلفة بسلسلة من الخطوات والمراحل التي يتم من خلالها إضافة أجزاء جديدة للكائن» (Magner 2002، p. 154). ولازال هذا المصطلح يُستخدم بمعنى حديث ومتطور أكثر، وذلك للإشارة إلى عملية توليد أو تشكّل الشكل من خلال مرحلة التطور التي لا تعد وراثية ابدا، أو بعبارة أخرى، لاجينية .
وبصرف النظر عن هذه اخنلاف التسميات (التخلق المتوالي وراثية - جينية)، التنمية أوالتنمية جينية وكما يسمى أيضا بوصف آخر باسم التخلق الجسدية ، فيما يتعلق بالتمايز وهي عملية تمايز الخلية الجرثومية. وفي التطور الأولي، يتكون بما يسمى الخط الجرثومي الذي يكون متواجد سابقا منذ التطور المبكر. وهكذا يكون الخط الجرثومي موجودً في التطور فوق الجيني، ا، لكنه يظهر بشكل بطئ. في عملية التطور الجنيني الجسدي، يففد هذا خط جرثومي عملية التمييز. ويسمي بعض المؤلفين هذا الطور بتطور وايزمان، وهي مرحلة (ما قبل التشكل أو التخلق المتوالي) وفيه يتشكل خط جرثومي مميز.
عبر السنين تم دراسة وفهم للتكوين المسبق أوالتكوين اللاجيني وذلك من خلال الفهم المعاصر للشفرة الجينية وأساسها الجزيئي معا وأيضا من خلال التعمق في علم الأحياء التطوري وعلم التخلق.

## التطور الفلسفي
فيثاغورس اعتبر من المفكرين الأوائل الذين نسب إليهم الفضل في اعطاء أفكار حول أصل الشكل في الإنتاج البيولوجي للنسل. يقال  أنه عرف «النطفة»، وهي العقيدة الخصائص الأساسية الخاصة بنسل الآباء لو تساهم الأمهات أيضا بإعطاء الركيزة المادية للنسل. أرسطو اعطى هذه الفكرة وطورها فيما بعد، ونقل كتاباته عنها للاوروبيين بعد ذلك. أرسطو قال ينشأ الجنين بالأسباب المادية، والشكلية، والغائية (سميت بفلسفة اللغة الإنجليزية اللاحقة) من قبل أحد وجهات النظر، على الرغم من أن هذه الفكرة معقدة أكثر من الأفكار الأخرى، إلاأنها أكثر تعمقا بلأسباب الجينية لنظرية ما قبل التكوين. في ما بعد اعتمد الأطباء الأوروبيون مثل جالين، وريلدو كولومبو، وجيرولامو فابريسي على نظريات أرسطو، التي كانت سائدة في القرن السابع عشر. 
في عام 1651، نشر ويليام هارفي كتابه عن جيل الحيوانات (Exercitationes de Generatione Animalium)، وهو عمل يتناول علم الأجنة وناقش تناقضات أفكار أرسطو. وأكد هارفي بأن الأومنية السابقة - لكل الحيوانات تأتي من البيض. جاء هذا التأكيد لأن دائما ما ينسب إليه ما يرجح لمبدأ تشكيل المبايض. ومع ذلك، فقد أخذأفكاره عن عملية التنمية والتي كانت في الأساس مستوحاه م من نظرية التخلق. نظرًا لأن الأمشاج (الحيوانات المنوية الذكرية والبويضات الأنثوية) لصغرها لم يكن رؤتها ممكنا حتى مع أفضل تكبير موجود في ذلك الوقت، كان حساب هارفي للتخصيب نظريًا وليس وصفيًا. على الرغم من أنه افترض وجود «مادة روحية» تأثر على الجسد الأنثوي، إلا أنه رفضها لاحقًا باعتبارها غير مبنية على أساس علمي. ولقد خمّن كيفية حدوث عملية الإخصاب وقال انها تحدث عن طريق انتقال غامض إما بالاتصال أو العدوى. 
وهكذا، استنتج هارفي ان التكوين يكون اللاجيني، فكانت هذه النظرية أكثر قبولا من النظرية الأرسطية، والأكثر توافقًا مع الفلسفة الطبيعية في ذلك الوقت.  ومع ذلك، فإن فكرة المادة الغير منظمة تقدر على تنظيم نفسها بنفسها بالشكل الميكانيكي لديكارتيه، فقد أصبحت أفكاره أكثر هيمنتا ي الثورة العلمية. وبسبب القيود التكنولوجية، لم يكن هناك تفسير ميكانيكي متاح للتخلق اللاجيني. وكان من الأفضل والأسهل افتراض أن الكائنات المصغرة مسبقة تتشكل بشكل ميكانيكي أكثر. كان هذا التفسير اقناعا من غيره لدرجة أن بعض علماء الطبيعة زعموا أن الحيوانات المصغرة تتشكل مسبقًا (كجزيئات حيوانية الشكل) في البيض والنباتات بشكل مصغرة في البذور.  وعند البشر فقد استخدم رمز لهذه النظرية بمصطلح هيومن كولو أو الأقزام.

## التفصيل
بعد اكتشاف الحيوانات المنوية في عام 1677 من قبل عالم الميكروسكوب الهولندي أنتوني فان لوفينهوك، فقد أثبت هذا الاكتشاف عدم صحة النظرية اللاجينية وبشكل كبير: فكيف يمكن للكائنات المعقدة مثل البشر أن تتطور عن طريق هذه الكائنات الدقيقة؟ بعدها قام جوزيف دي أروماتاري ثم مارسيلو مالبيغي وجان سوامردام بدوين ملاحظات المستنتجة من خلال استخدام المجاهر وذلك في أواخر القرن السابع عشر، وقد قاموا بتفسير النتائج التي توصلوا إليها لتطوير نظرية التكوين أو التشكل المسبق. وذلك لقرنين وحتى تطور نظرية الخلية، فقد كان علماء التشكل البدائي يمن معارضوا علماء نظرية التخلق ز فنظرية التشكل المسبق، تشير إلى أن الهومونكولوس يأتي من خلال الحيوانات المنوية للرجل إلى البويضات، والذي لاحقا تم تحديد وجود الهومونكولس في البويضات.
كان عالم الميكروسكوب الهولندي أنتوني فان ليفينهوك من أوائل ملاحظي ومكتشفي الحيوانات المنوية. فقد تم وصف وجود لنحو 30 نوعًا من الحيوانات المنوية، واعتقد أنه رأى في السائل المنوي فيما قال «قد رأيت كل أنواع الأوعية الكبيرة منها والصغيرة، بختلف أنواعها المتعددة لدرجة أنني لم أشك في أنها أعصاب وشرايين وأوردة. . . وعندما رأيت هذا، فقد شعرت بحقيقة وجودها في حالة عدم اكتمال نمو الجسم، وقد لا تكون بعض الوعية لا تتواجد أيضًا في السائل المنوي». (فريدمان 76-7) 
اكتشف ليونهوك أن أصل السائل المنوي جاء من الخصيتين، فقد تخصص في دراسة تكوين الحيوانات المنوية وهو يعتبر طبيبا متخصصا في المنويات. ومن خلال رؤية حركة الحيوانات المنوية قد قدّم دليلأ على الحياة الحيوانية المنوية، التي قد تم افتراضها على إنها عبارة عن بنية معقدة وروحًا منوية بشرية. (فريدمان 79) 
أنتج نيكولاس هارتسويكر في عام 1694، كتابه «اختبار الديوبتر» والذي يتحدث عن الأشياء الكبيرة والصغيرة التي يمكن رؤيتها بالعدسات البصرية، وتضمن صورة لشكل بشري صغير ملتف داخل الحيوانات المنوية، والذي يطلق علية بالفرنسية «الطفل الصغير» والحيوان الصغير . قد أشار المؤرخون إلى هذه الصورة باسم القزم، للإشارة لنظرية «التكون المسبق للكائن»، والتي تقريباً تظهر في كل كتاب مدرسي يتعلق بتاريخ علم الأجنة. 
كان الفيلسوف نيكولاس ماليبرانش من أوائل من طور فرضية أن كل جنين يمكن أن يحوي بداخله على أجنة أصغر إلى ما لا نهاية، مثل دمية ماتريوشكا. ووفقًا لقول لماليبرانش، «تم احتواء سلسلة لا حصر لها من النباتات والحيوانات داخل البذرة أو البويضة، لكن علماء الطبيعة الذين يتمتعون بمهارة وخبرة كافية هم وحدهم الذين يمكنهم اكتشاف وجودها.» (ماجنر 158-9)  وادعاء ماليبرانش قد تمكن من ملاحظ مختلف الحيوانات والنباتات، واعتقد بوجود كائنات أصغر فيها. وادعى أيضا انه من غير المنطقي أن «أأن مختلف أنواع الأشجار الامتناهية، أصلها من بذرة واحدة»، وذكر أنه يمكننا رؤية الدجاج داخل البيض، والزنبق داخل المصابيح، والضفادع داخل بيضها. ومنه استننتج أن «جميع أجساد البشر والحيوانات» التي ولدت ولم تولد بعد، «ربما تكون قد خلقت وانتجت في وقت خلق العالم».
فالبويضة معروفة أنها من غير الثديية، واعتقد سبقا أن السائل المنوي يحفز نمو الكائن الحية في عملية التشكل. وقد حددت هذه النظرية بتواجد الشكل القزم أو الشكل المصغر داخل البويضة تسمى البويضات. ولكن، عندما تم اكتشاف الحيوانات المنوية، وظهور التنافس في نظرية التخلق من النطفة، بدعاء أن تأتي من الذكور. في الواقع، أن مصطلح «الحيوانات المنوية» الذي ابتكره كارل إرنست فون باير، يعني اسم «حيوانات البذور». 
في طور اكتشاف الحيوانات المنوية ومفهوم النطفة فقد تسائل مؤيدي الجانب الديني لماذا يتم فقد الكثير من الحيوانات المنوية في عملية إطلاقه كل مرة؟ وقال رداً بيير ليونيت إن فقد الحيوانات المنوية بشكل كبير يأتي من عدم تكافئها في القدرة أو ما يسمى التبذر. وقد دعم الفيلسوف ايبنتز نظرية تسمى التبذر الشامل فبعض الحيوانات المنوية قد تكون في الحقيقة ضائعة في المسار (مثالا، عن طريق الريح) فيتواجد الناسب منها.
اعتقد لايبنيز أيضًا أن "الموت ليس سوى تحول في المادة، والذي يعني بوجود الكائنات الحية دائمًا في نفس شكلها الحي، فهي موجدة دائما كما هي عليه دائما، جسدًا محدد الشكل بالروح، وتبقى كما هي حتى الموت.
في القرن الثامن عشر، بعض علماء اعتقد ان الحيوانات المنوية تتصرف مثل تصرف الحيوانات البالغة، وقد دونوا هذه الملاحظات. والبعض منهم مثل أخصائيي التكوين الأولي ادعوا انهم رأوا كائنات مصغرة داخل الخلايا الجنسية. ولكن بدأ علماء المتخصصون في دراسة السائل المنوي بإضافة المزيد من الحجج الداعمة لدعم نظرياتهم.
أشار البروفيسور جان أستروك، إلى أن الآباء من كلا الجنسين لهم تأثير على خصائص نسلهم وتكون الأجنة، وأشار إلى أن الحيوانات المنوية تشكلت عند انتقالها إلى البويضة. وأشار بوفون وبيير لويس مورو أيضًا لوجود نظريات تشرح هذه الظاهرة. 
ظهرت هذه النظرية ما قبل نظرية التشكل، من بينها المتعلقة بالتبويض، فقد سادة هذه النظرية في القرن الثامن عشر. وقد نافسة هذه النظريو نظريات التوليد التلقائي والتكوين اللاجيني، ولكن غالبا ما رفضتا بسبب وجود المادة الخاملة والتي لا يمكنها التكون إلا بإذن الله الخالق.
و نوقشت قدرة التجدد لبعض من الحيوانات المتعلقة بنظرية التشكيل، ورحب بدراسات العالم أبراهام تريمبلي عن الهيدرا وقد رفض العلماء وجهات نظرهم السابقة عنها.
العالم لازارو سبالانزاني، ابن شقيق تريمبلي، أجرى تجارب على التجدد والسائل المنوي، لكنه فشل في معرفة أهمية الحيوانات المنوية في نظرية التجدد، ورفض دراستها فقد اعتبرها ديدانًا طفيلية ليس إلا وو استنتج عوضا عنه أن الجزء السائل من السائل المنوي هو الجزء المسؤول في تطور الكائن الحي في البويضة.

## الانتقادات ونظرية الخلية
كان كاسبار فريدريش وولف، عالم متخصص بدراسة علم الوراثة اللاجينية، وفي القرن الثامن عشر دعا إلى وصل الموضوعات الدينية بالموضوعات العلمية. 

على الرغم من مراقبة للأجنة النامية بشكل دقيق، قد عانت دراسة التخلق اللاجيني من نقص دراسة آلية نظرية التوليد. فاقترح العالم وولف وجود القوة الأساسية في منهج التغيير، واقترح إيمانويل كانط مع يوهان فريدريش بلومنباخ مؤي مفهوم التطور أو رحلة التكوين ، وهذا المفهوم يرتبط بالتنظيم الذاتي.
أواخر القرن الثامن عشر والقرن التاسع عشر أيّد بعض العلماء فلسفة وولف، والسبب في ذلك أنهم رفضوا تطبيق مبدأ اللتطور الميكانيكي، كما يظهر في تكون الكائنات المصغرة. أواخر القرن التاسع عشرتخلى العلماء عن نظرية التشكل المسبق وأيّدوا نظرية الخلية. بعدها أدرك العلماء أنهم ليسوا بحاجة لمتابعة آليات تكون الكائنات الحية، بل بحاجة لتكثيف الدراسات لشرح تحكم الكائنات الحية بالتكون. (ماجنر 173) 
حلت نظرية جون دالتون الذرية للمادة محل فلسفة العلم ديكارت عن قابلية التجزئة اللانهائية في بداية القرن التاسع عشر، وقد تعرضت نظرية التشكيل المسبق للرفض مرة أخرى. والسبب يعود لعدم وجود مساحة كافية لاستيعاب جزيئات الحيوانات الكثيرة والغير محدودة لدراستها، مع عدم التأكد من تصادم الأجزاء ببعضها البعض وهي الأجزاء المكونة للمادة. (جي 43) 

## روس دريش
في نهاية القرن التاسع عشر، كان فيلهلم رو وهانس دريش أبرز مؤيدي التشكل المسبق والتكوين اللاجيني . واعتبرت تجارب دريش في دراسة تطوير أجنة قنافذ البحر أكبر مساهم لدعم نظرية التخلق.

## أنظر أيضا إلى
- التولد الحيوي

## فهرس
- إدوارد دولنيك، بذور الحياة: من أرسطو إلى دافنشي، من أسنان أسماك القرش إلى سراويل الضفادع، مهمة طويلة وغريبة لاكتشاف من أين يأتي الأطفال ، نيويورك: الكتب الأساسية، 2017،(ردمك 9780465082957)
- إليزابيث ب. جاسكينج، تحقيقات في الجيل 1651-1828 ، بالتيمور: مطبعة جامعة جونز هوبكنز، 1966
- Shirley A. Roe ، علم الأحياء والإلحاد والسياسة في فرنسا في القرن الثامن عشر، الفصل 2 ص. 36-60، في Alexander & Numbers ، 2010
- دينيس آر ألكساندر ورونالد إل نمبرز (محرران)، علم الأحياء والأيديولوجيا من ديكارت إلى دوكينز، شيكاغو: مطبعة جامعة شيكاغو، 2010،(ردمك 978-0-226-60840-2)